# Mara Hvistendahl

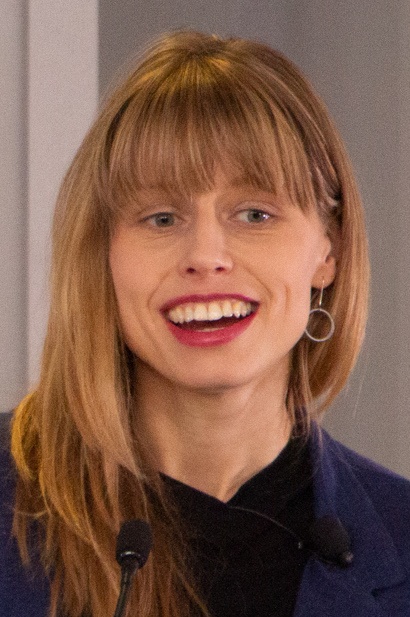
Mara Hvistendahl (2020)

Mara Hvistendahl (* 20. Jahrhundert in Minnesota) ist eine amerikanische Wissenschaftsjournalistin. Sie lebte ab 2006 in Peking und arbeitete als Asien-Korrespondentin für die Fachzeitschrift Science. In der deutschsprachigen Öffentlichkeit wurde sie 2013 als Autorin des Sachbuchs Das Verschwinden der Frauen (englischer Titel: Unnatural Selection) bekannt.

## Leben
Mara Hvistendahl studierte Vergleichende Literaturwissenschaft und Chinesisch am Swarthmore College (Pennsylvania) und absolvierte ein Masterstudium an der Columbia University Graduate School of Journalism. Für ihre Reportagen bereiste sie Indien, Kambodscha, die Mongolei, Tibet und Bolivien. Mehr als zehn Jahre verbrachte sie insgesamt in China und berichtete über alle Wissenschaftsthemen von der Biotechnologie bis zur Archäologie. Als freie Journalistin schrieb sie unter anderem für die Magazine Harper’s, Popular Science, Scientific American, die Financial Times und Foreign Policy. Sie war Herausgeberin des Wissenschaftsmagazins Seed und unterrichtete als Gastprofessorin Journalismus an der Fudan-Universität in Shanghai.
In ihrem ersten Buch Unnatural Selection. Choosing Boys over Girls, and the Consequences of a World Full of Men untersuchte sie, warum Eltern weltweit mit Hilfe pränataler Diagnostik systematisch weibliche Föten abtreiben lassen, insbesondere in Indien und China, wo geschlechtsspezifische Schwangerschaftsabbrüche zwar verboten, aber dennoch weit verbreitet sind. Hvistendahls Recherchen ergaben, dass diese selektive Geburtenkontrolle in Asien über 160 Millionen Mädchen schon vor der Geburt als Opfer gefordert hat mit der Folge eines wachsenden Ungleichgewichts der Geschlechter. Ihr Buch, das sowohl eine Reportage als auch Gesellschaftsstudie ist, wurde ins Deutsche, Koreanische und Japanische übersetzt und war 2012 unter den Finalisten des Los Angeles Times Book Prize und des Pulitzer-Preises in der Kategorie „General Nonfiction“.

## Buchveröffentlichung
- Unnatural Selection. Choosing Boys Over Girls, and the Consequences of a World Full of Men. PublicAffairs, New York 2011, ISBN 978-1-58648-850-5.

- Das Verschwinden der Frauen. Selektive Geburtenkontrolle und die Folgen. Aus dem Englischen von Kurt Neff. Deutscher Taschenbuch Verlag, München 2013, ISBN 978-3-423-28009-9.

- The Scientist and the Spy. A True Story of China, the FBI, and Industrial Espionage. Riverhead Books, New York City 2020, ISBN 978-0-7352-1428-6

## Auszeichnungen
- 2009: National Award for Education Reporting der „Education Writers Association“[6]